# Cadeguala occidentalis
Cadeguala occidentalis là một loài Hymenoptera trong họ Colletidae. Loài này được Haliday mô tả khoa học năm 1836.

## Hình ảnh

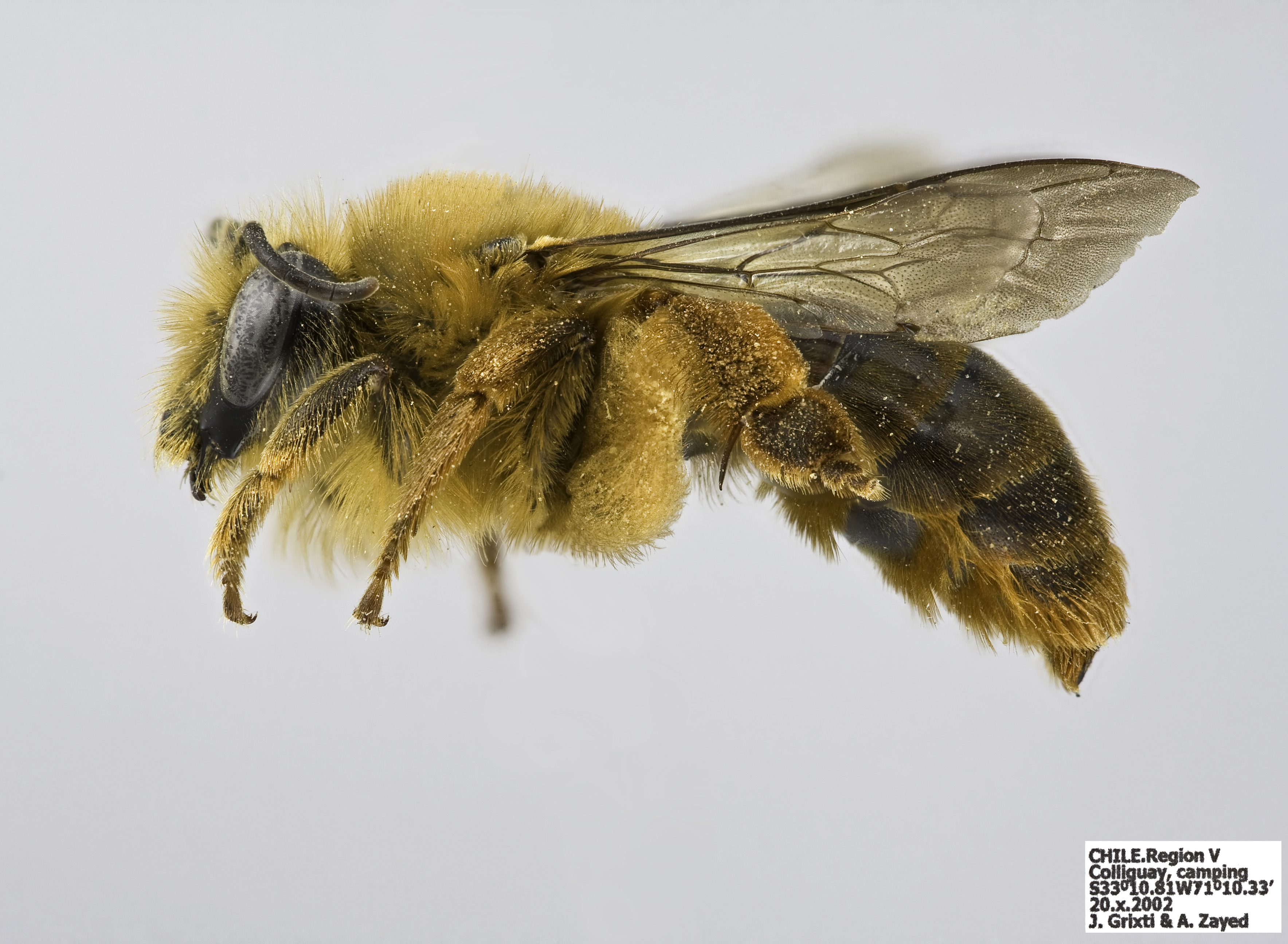